# Ryan Anderson (ciclista)
Ryan Anderson (Spruce Grove, Alberta, 22 de julio de 1987) es un ciclista canadiense que fue profesional entre 2008 y 2020.

## Trayectoria
En 2007 fue segundo en el Campeonato canadiense de ruta sub-23 y al año siguiente pasó al profesionalismo en el equipo Symmetrics Cycling Team donde fue 3º en la prueba Devo Spring Classic de categoría .NE (National Event).
Con la desaparición del equipo en 2008 fichó por el estadounidense Kelly Benefit Strategies para la temporada 2009 donde consiguió vencer en la competencia canadiense Tour de Delta, también de categoría .NE. En su país fue segundo en el Campeonato Canadiense en la modalidad contrarreloj sub-23.
Primero en la 2.ª etapa del Tour de Luzón (NE) y 4.º en la clasificación general de la Vuelta del Uruguay fueron los logros más destacados que consiguió en 2010.
Para la temporada 2011, se unió al equipo canadiense SpiderTech powered by C10. Este desapareció a finales de 2012 y fichó por el equipo chino Champion System.
En 2020 puso fin a su carrera deportiva tras trece años como profesional.

## Palmarés
2013
- 2.º en el Campeonato de Canadá en Ruta
- 3.º en el UCI America Tour

2015
- 1 etapa del Gran Premio del Guadiana
- 2.º en el Campeonato de Canadá en Ruta

## Resultados en Grandes Vueltas y Campeonatos del Mundo
| Carrera         | Carrera         | 2008 | 2009 | 2010 | 2011 | 2012 | 2013 | 2014 | 2015 | 2016  | 2017 | 2018 | 2019 | 2020 |
| --------------- | --------------- | ---- | ---- | ---- | ---- | ---- | ---- | ---- | ---- | ----- | ---- | ---- | ---- | ---- |
|                 | Giro de Italia  | —    | —    | —    | —    | —    | —    | —    | —    | —     | —    | —    | —    | —    |
|                 | Tour de Francia | —    | —    | —    | —    | —    | —    | —    | —    | —     | —    | —    | —    | —    |
|                 | Vuelta a España | —    | —    | —    | —    | —    | —    | —    | —    | 136.º | —    | —    | —    | —    |
| Mundial en Ruta | Mundial en Ruta | —    | —    | —    | —    | —    | —    | Ab.  | 93.º | Ab.   | —    | —    | —    | —    |

—: no participa

Ab.: abandono